# San Piero a Sieve
San Piero a Sieve est une ancienne commune italienne de la ville métropolitaine de Florence dans la région Toscane en Italie, située à environ 25 km au nord-est de Florence.
Elle a fusionné en 2014 avec Scarperia pour former la commune de Scarperia e San Piero (en).

## Géographie

### Hameaux
Campomigliaio

### Communes limitrophes
Barberino di Mugello, Borgo San Lorenzo, Calenzano, Scarperia, Vaglia

## Lieux et monuments
- La Villa médicéenne de Trebbio (XVe siècle)
- La Forteresse médicéenne de San Martino (fin XIVe siècle)